# Guardia Piemontese
Guardia Piemontese är en ort och kommun i provinsen Cosenza i regionen Kalabrien i Italien. Kommunen hade 1 926 invånare (2018).